# 41ste Césaruitreiking
De 41ste Césaruitreiking, waarbij prijzen worden uitgereikt aan de beste prestaties in Franse films in 2015, vond plaats op 26 februari 2016 in het Théâtre du Châtelet in Parijs. De ceremonie werd georganiseerd door de Académie des arts et techniques du cinéma. De nominaties werden bekendgemaakt op 27 januari 2016.

## Winnaars en genomineerden

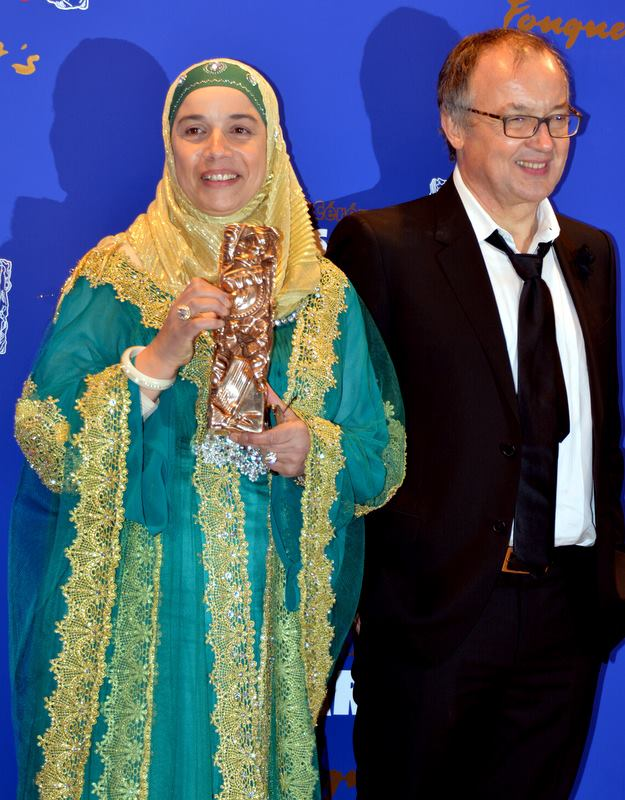
Soria Zeroual en Philippe Faucon (Fatima, César voor beste film)

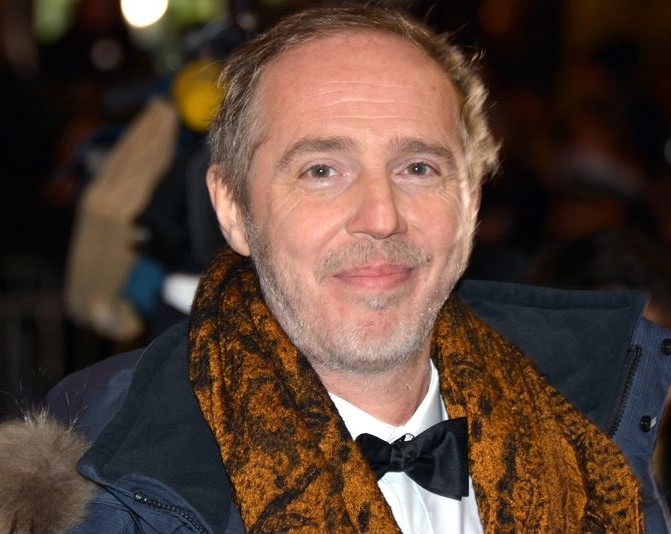
Arnaud Desplechin, César voor beste regisseur

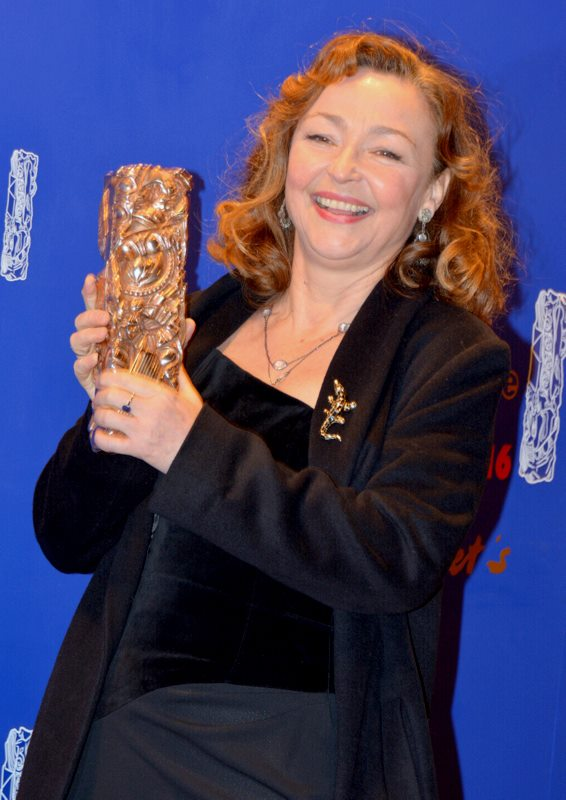
Catherine Frot, César voor beste actrice

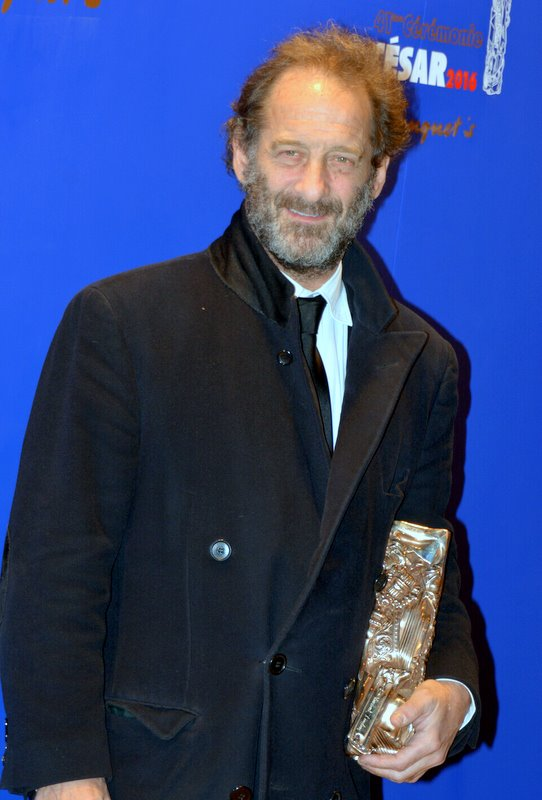
Vincent Lindon, César voor beste acteur

### Beste film
- Fatima
  - Dheepan
  - La Loi du marché
  - Marguerite
  - Mon roi
  - Mustang
  - La Tête haute
  - Trois souvenirs de ma jeunesse

### Beste regisseur
- Arnaud Desplechin - Trois souvenirs de ma jeunesse
  - Jacques Audiard - Dheepan
  - Stéphane Brizé - La Loi du marché
  - Xavier Giannoli - Marguerite
  - Maïwenn - Mon roi
  - Deniz Gamze Ergüven - Mustang
  - Emmanuelle Bercot - La Tête haute

### Beste acteur
- Vincent Lindon - La Loi du marché
  - Jean-Pierre Bacri - La Vie très privée de Monsieur Sim
  - Vincent Cassel - Mon roi
  - François Damiens - Les Cowboys
  - Gérard Depardieu - Valley of Love
  - Antonythasan Jesuthasan - Dheepan
  - Fabrice Luchini - L'Hermine

### Beste actrice
- Catherine Frot - Marguerite
  - Loubna Abidar - Much Loved
  - Emmanuelle Bercot - Mon roi
  - Cécile de France - La Belle Saison
  - Catherine Deneuve - La Tête haute
  - Isabelle Huppert - Valley of Love
  - Soria Zeroual - Fatima

### Beste acteur in een bijrol
- Benoît Magimel - La Tête haute
  - Michel Fau - Marguerite
  - Louis Garrel - Mon roi
  - André Marcon - Marguerite
  - Vincent Rottiers - Dheepan

### Beste actrice in een bijrol
- Sidse Babett Knudsen - L'Hermine
  - Sara Forestier - La Tête haute
  - Agnès Jaoui - Comme un avion
  - Noémie Lvovsky - La Belle Saison
  - Karin Viard - 21 nuits avec Pattie

### Beste jong mannelijk talent
- Rod Paradot - La Tête haute
  - Swann Arlaud - Les Anarchistes
  - Quentin Dolmaire - Trois souvenirs de ma jeunesse
  - Félix Moati - À trois on y va
  - Finnegan Oldfield - Les Cowboys

### Beste jong vrouwelijk talent
- Zita Hanrot - Fatima
  - Lou Roy-Lecollinet - Trois souvenirs de ma jeunesse
  - Diane Rouxel - La Tête haute
  - Sara Giraudeau - Les Bêtises
  - Camille Cottin - Connasse, princesse des cœurs

### Beste origineel script
- Mustang – Deniz Gamze Ergüven en Alice Winocour
  - Dheepan – Jacques Audiard, Thomas Bidegain en Noé Debré
  - Marguerite – Xavier Giannoli
  - La Tête haute – Emmanuelle Bercot en Marcia Romano
  - Trois souvenirs de ma jeunesse – Arnaud Desplechin en Julie Peyr

### Beste bewerkt script
- Fatima – Philippe Faucon
  - L'Affaire SK1 – David Oelhoffen en Frédéric Tellier
  - Asphalte – Samuel Benchetrit
  - L'Enquête – Vincent Garenq en Stéphane Cabel
  - Journal d'une femme de chambre – Benoît Jacquot en Hélène Zimmer

### Beste decor
- Marguerite – Martin Kurel
  - Dheepan – Michel Barthélémy
  - Journal d'une femme de chambre – Katia Wyszkop
  - L'Odeur de la mandarine – Jean Rabasse
  - Trois souvenirs de ma jeunesse – Toma Baquéni

### Beste kostuums
- Marguerite – Pierre-Jean Larroque
  - Journal d'une femme de chambre – Anaïs Romand
  - Mustang – Selin Sözen
  - L'Odeur de la mandarine – Catherine Leterrier
  - Trois souvenirs de ma jeunesse – Nathalie Raoul

### Beste cinematografie
- Valley of Love – Christophe Offenstein
  - Dheepan – Éponine Momenceau
  - Marguerite – Glynn Speeckaert
  - Mustang – David Chizallet en Ersin Gök
  - Trois souvenirs de ma jeunesse – Irina Lubtchansky

### Beste montage
- Mustang – Mathilde Van de Moortel
  - Dheepan – Juliette Welfling
  - Marguerite – Cyril Nakache
  - Mon roi – Simon Jacquet
  - Trois souvenirs de ma jeunesse – Laurence Briaud

### Beste geluid
- Marguerite – François Musy en Gabriel Hafner
  - Dheepan – Daniel Sobrino, Valérie Deloof en Cyril Holtz
  - Mon roi – Nicolas Provost, Agnès Ravez en Emmanuel Croset
  - Mustang – Ibrahim Gök, Damien Guillaume en Olivier Goinard
  - Trois souvenirs de ma jeunesse – Nicolas Cantin, Sylvain Malbrant en Stéphane Thiébaut

### Beste filmmuziek
- Mustang – Warren Ellis
  - Les Cowboys – Raphael
  - En mai, fais ce qu'il te plaît – Ennio Morricone
  - Mon roi – Stephen Warbeck
  - Trois souvenirs de ma jeunesse – Grégoire Hetzel

### Beste debuutfilm
- Mustang - Deniz Gamze Ergüven
  - L'Affaire SK1 - Frédéric Tellier
  - Les Cowboys - Thomas Bidegain
  - Ni le ciel ni la terre - Clément Cogitore
  - Nous trois ou rien - Kheiron Tabib

### Beste animatiefilm
- Le Petit Prince - Mark Osborne
  - Adama - Simon Rouby
  - Avril et le Monde truqué - Christian Desmares en Franck Ekinci

### Beste documentaire
- Demain - Cyril Dion en Mélanie Laurent
  - El botón de nácar - Patricio Guzmán
  - Cavanna jusqu'à l'ultime seconde, j’écrirai - Denis Robert en Nina Robert
  - L'Image manquante - Rithy Panh
  - Une jeunesse allemande - Jean-Gabriel Périot

### Beste buitenlandse film
- Birdman - Alejandro González Iñárritu  Verenigde Staten
  - Saul fia - László Nemes  Hongarije
  - Je suis mort mais j'ai des amis - Guillaume en Stéphane Malandrin  België
  - Mia madre - Nanni Moretti  Italië
  - Taxi Teheran - Jafar Panahi  Iran
  - Le Tout Nouveau Testament - Jaco Van Dormael  België
  - Youth - Paolo Sorrentino  Italië

### Beste korte film
- La Contre-allée - Cécile Ducrocq
  - Le Dernier des Céfrans - Pierre-Emmanuel Urcun
  - Essaie de mourir jeune - Morgan Simon
  - Guy Môquet - Demis Herenger
  - Mon héros - Sylvain Desclous

### Beste korte animatiefilm
- Le Repas dominical - Céline Devaux
  - La Nuit américaine d'Angélique - Pierre-Emmanuel Lyet en Joris Clerté
  - Sous tes doigts - Marie-Christine Courtès
  - Tigres à la queue leu leu - Benoît Chieux

### Ere-César(César d'honneur)
- Michael Douglas voor haar/zijn volledige carrière.

### Films met meerdere nominaties
De volgende films ontvingen meerdere nominaties:
| Nominaties | Film                           | Césars |
| ---------- | ------------------------------ | ------ |
| 11         | Marguerite                     | 4      |
| 11         | Trois souvenirs de ma jeunesse | 1      |
| 9          | Dheepan                        |        |
| 9          | Mustang                        | 4      |
| 8          | La Tête haute                  | 2      |
| 8          | Mon roi                        |        |
| 4          | Fatima                         | 3      |
| 4          | Les Cowboys                    |        |
| 3          | Journal d'une femme de chambre |        |
| 3          | La Loi du marché               | 1      |
| 3          | Valley of Love                 | 1      |
| 2          | L'Affaire SK1                  |        |
| 2          | La Belle Saison                |        |
| 2          | L'Hermine                      | 1      |
| 2          | L'Odeur de la mandarine        |        |